# واين ريان
واين ريان (بالإنجليزية: Wayne Ryan)‏ هو متسابق دراجات نارية بريطاني، ولد في 5 مايو 1996 في حي كامدين فى لندن في المملكة المتحدة.